# Tuamotu
Tuamotuøerne (fransk Îles Tuamotu eller Archipel des Tuamotu) er et af de fem territorier (subdivisions administratives) i Fransk Polynesien i Stillehavet.
Øerne ligger ca. 200 til 1.200 km øst for Tahiti.

## Geografi
Øerne er koraløer og ligger et ca. 2.000 km langt område fra Mataiva i nord til Temoe i sydøst med en landareal på ca. 850 km². Hovedøen Rangiroa har en areal på ca. 170 km² fordelt på ca. 250 øer omkring den ca. 1.640 km² store lagune. 
Tuamotuøerne dækker et areal på ca. 800.000 km² og er dermed verdens største atolkæde modsvarende hele Vesteuropa. Befolkningen er ca. 15.000 indbyggere (17 indbyggere/km²) med hovedbyen Avatoru på Rangiroa med ca. 800 indbyggere. Hovedsprogene er det lokale tahitisk og fransk. Valutaen er CFP-franc som i den øvrige del af Fransk Polynesien.
Området omfatter 78 øer og atoller fordelt på 16 forvaltningsområder
- Vestlige gruppe:
- Anaa – med Faaite, Motutunga og Tahanea
- Arutua – med Apataki og Kaukura
- Fakarava – med Aratika, Kauehi, Niau, Raraka, Taiaro og Toau
- Manihii – med Ahe
- Rangiroa – med Makatea, Mataiva og Tikehau
- Takaroa – med Takapoto og Tikei

- Nordlige centralgruppe:
- Hao – med Ahunui, Amanu, Anuanuraro, Anuanurunga, Hereheretue, Manuhangi, Nengonengo, Nukutepipi, Paraoa og Tauere
- Hikueru – med Marokau, Ravahere, Reitoru, Rekareka/Tehuata og Tekokota
- Fangatau – med Fakahina
- Makemo – med Haraiki, Hiti, Katiu, nord Marutea, Nihiru, Raroia, Taenga, Takume, syd Tepoto og Tuanake
- Napuka/Tepukamaruia – med nord Tepoto

- Østlige gruppe:
- Nukutavake – med Akiaki, Pinaki, Vahitahi og Viaraatea
- Puka Puka/Mahina
- Reao – med Pukarua
- Tatakoto
- Tureia/Papahena – med Fangataufa, Mururoa/Moruroa, Tematagi/Tamatangi og Vanavana

## Historie
De første af øerne blev opdaget i 1521 af den portugisiske søfarer Ferdinand Magellan som opdagede øen Puka-Puka. Senere i 1839 blev øgruppen grundigere udforsket af en britisk ekspedition ledet af Charles Wilkes. I 1947 landede Thor Heyerdahl på sin flåde Kon-Tiki på Raroia.
Området blev fransk protektorat i 1844 og blev i 1903 sammen med resten af Fransk Polynesien indlemmet i Établissements Français de l'Océanie (Fransk Oceanien).
18°45′S 141°46′V / 18.75°S 141.76°V